# Leonardo Bortolini
Leonardo Bortolini, brazilski rokometaš, * 1977.
Za brazilsko reprezentanco se je udeležil poletnih olimpijskih iger 2008 (11. mesto) in svetovnega prvenstva v rokometu (21. mesto).